# Judgment Day (2003)
Judgment Day (2003) — пятое в истории шоу Judgment Day, PPV-шоу производства World Wrestling Entertainment (WWE). Оно проводилось для рестлеров из брендов Raw и SmackDown!. Шоу проходило 18 мая 2003 года в «Шарлотт Колизеум» в Шарлотте, Северная Каролина, США.
В главном событии Брок Леснар победил Биг Шоу в матче с носилками, после вмешательства Рея Мистерио, и сохранил титул чемпиона WWE. В главном матче бренда Raw Кевин Нэш победил чемпиона мира в тяжёлом весе Трипл Эйча по дисквалификации, что позволило чемпиону сохранить титул.

## Результаты
| Пре-шоу                          | Ураган победил Стивена Ричардса                                                                                      | Одиночный матч                                                     | 2:58  |
| 1                                | Джон Сина и «Чистокровные итальянцы» (Чак Паламбо и Джонни Стамболи) (с Нунзио) победили Райно, Спанки и Криса Бенуа | Командный матч шести человек                                       | 3:55  |
| 2                                | «Сопротивление» (Сильван Гренье и Рене Дюпре) победили Теста и Скотта Штайнера (с Стэйси Киблер)                     | Командный матч                                                     | 6:20  |
| 3                                | Эдди Герреро и Таджири победили «Команду Энгла» (Чарли Хаас и Шелтон Бенджамин) (с)                                  | Командный матч с лесницами за титулы командных чемпионов WWE       | 14:10 |
| 4                                | Кристиан победил Вэла Вениса, Кейна, Криса Джерико, Букера Ти, Лэнса Шторма, Роба Ван Дама, Теста, Голдаста          | Battle Royal за вакантный титул интерконтинентального чемпиона WWE | 11:55 |
| 5                                | Мистер Америка (с Заком Гоуэном) победил Родди Пайпера (с Шоном О’Хейром)                                            | Одиночный матч                                                     | 4:50  |
| 6                                | Торри Уилсон победила Сейбл                                                                                          | Соревнование бикини                                                | -     |
| 7                                | Кевин Нэш победил Triple H (с) по дисквалификации                                                                    | Одиночный матч за титул чемпиона мира в тяжёлом весе               | 7:22  |
| 8                                | Джазз (с Теодором Лонг) победила Викторию (со Стивеном Ричардсом), Триш Стратус и Жаклин                             | Четырёхсторонний матч за титул чемпиона WWE среди женщин           | 4:47  |
| 9                                | Брок Леснар (с) победил Биг Шоу                                                                                      | Матч с носилками за титул чемпиона WWE                             | 15:27 |
| (c) — чемпион на момент поединка | |                                                                    |       |